# Maurício Pereira Barros
Maurício Pereira Barros (Recife, 4 de fevereiro de 1944), mais conhecido como Mura, é um ex-futebolista brasileiro que atuava como lateral.

## Carreira
Mura iniciou sua carreira futebolística no Botafogo, onde atuou em 1963-1967, 1967-1969, e 1970-1971 . Com a agremiação, conquistou duas vezes o campeonato estadual carioca - em 1967 e 1968 - e conquistou o Torneio Rio-São Paulo em 1966.
Em 1967 jogou pelo Clube Atlético Mineiro, e em 1969 pelo EC Bahia.
Encerrou a carreira no Paysandu, em 1973.

### Seleção Brasileira
Em 1964, Mura participou das Olimpíadas de Tóquio. No torneio, Mura foi titular e atuou nas três partidas do Brasil na fase de grupos, contra Egito, Coreia do Sul e Tchecoslováquia.

## Títulos
Botafogo
- Campeonato Carioca de Juvenis: 1961, 1962, 1963, 1964
- Torneio Início: 1963.
- Torneio de Paris: 1963
- Torneio Rio-São Paulo: 1964 e 1966.
- Torneio Governador Magalhães Pinto (Belo Horizonte): 1964
- Torneio Jubileu de Ouro da Associação de Futebol (La Paz): 1964
- Quadrangular do Suriname: 1964
- Taça Círculo de Periódicos Esportivos (Caracas): 1965
- Taça Carranza de Buenos Aires: 1965
- Torneio Quadrangular de Teresina: 1966.
- Taça Guanabara: 1968
- Campeonato Carioca: 1968
- Hexagonal do México: 1968.
- Taça Brasil: 1968
- Triangular de Caracas: 1970